# 聖喬治大教堂 (尤里耶夫-波利斯基)
聖喬治大教堂（俄语：Георгиевский собор）是位於俄羅斯城市尤里耶夫-波利斯基的一座大教堂。聖喬治大教堂是少說躲過蒙古入侵的弗拉基米爾-蘇茲代爾公國的白石教堂之一，修建於1230年至1234年期間。現在聖喬治大教堂雖然不是世界文化遺產，但卻被俄羅斯政府列為聯邦紀念建築。